# إلفين نمرود
إلفين نمرود (بالإنجليزية: Elvin Nimrod)‏ (و. 1943  م) هو قاضي، ومحامي، وسياسي أمريكي.

## التعليم
تعلم في كلية نيويورك للقانون، وتعلم في كلية جون جاي للعدالة الجنائية
.